# 授刀舎人寮
授刀舎人寮（たちはきのとねりりょう/じゅとうとねりりょう）は、奈良時代（8世紀）に武官の一種である授刀舎人を統轄した官司（令外官）。授刀寮・帯剣寮とも呼ばれている。「寮」とされているのは、類似の舎人を管轄する左右大舎人寮や左右兵衛府（大寮相当）との関係によるものとされる。

## 概要
授刀舎人寮は元明天皇即位直後の慶雲4年（707年）7月に設置され、当時の皇位継承者とされていた首皇子（のちの聖武天皇）の地位を擁護する目的を担っていたと推測される。
養老4年（720年）8月の藤原不比等没後、新田部親王が「知五衛及び授刀舎人事」に任命されていることや、同6年（722年）2月、従三位であった藤原房前が授刀寮の長官であったことなどは、授刀舎人寮が宮廷武力として重視されていたことを物語っている。房前は、王臣の位袋の停止について意見を言上しているところから、授刀寮が官人の衣服など宮中の風儀の取り締まりにも関与していたことをうかがわせる。また、
1. 神亀4年（727年）正月、侍従侍衛の任を怠けた官人を授刀寮に散禁したこと[8]、
2. 同年9月、天皇の添上郡での山村遊猟の折に追われて百姓の家の中にはいった鹿を食ったその家の男女十人あまりが、授刀寮に監禁されたこと[9]

という事例から、授刀寮は宮廷における規律違反を犯したものを拘禁するなどの警察的任務にもあたっていたことが想像される。上述のように、藤原房前が長官である授刀頭の地位にあるなど、藤原氏との関係も密接であった。
官人には、長官・助・医師・兵衛・衛士などがあった。
神亀5年（728年）7月に授刀寮を改編する形で中衛府が設置され、寮に所属する授刀舎人も中衛舎人となった。